# 惑星通信社
惑星通信社（わくせいつうしんしゃ）は、日本の女性アイドルグループ。TRASH-UP!! RECORDS所属。

## 概要
TRASH-UP!! RECORDS所属グループ（SAKA-SAMA、ダダダムズ）メンバーを中心に期間限定ユニットとして結成。キャッチフレーズは「王道青春系アイドル」。略称は「わくつー」。
グループ名の「惑星通信社」は「00年代の頃の暇を持て余した女子高生が集まって何かおもしろいことをやろう！ってなって、とりあえず会社みたいな名前をつけて活動を始めた」というプロデューサー屑山屑男によるコンセプトを元に命名。そのため、ライブ時のメンバーの衣装は女子高生をイメージした制服となっている。
楽曲は、既に活動終了したTRASH-UP!! RECORDS所属グループ（あヴぁんだんど、innes等）のカバーも含めて歌唱している。

## 略歴

### 2023年
- 10月21日 - 渋谷ロフトヘヴンにてメンバー発表会を開催。
- 10月27日 - 新宿LOFTにてデビューライブ開催。
- 11月13日、11月21日、12月5日、12月12日、12月22日の日程で惑星通信社初の定期公演を開催、最終回となる12月22日の公演では2024年からの2回目の定期公演の開催が発表された。

### 2024年
- 1月16日 - 新メンバー「岸辺みぎり」加入。
- 9月2日 - 新メンバー「天乃川うらら」加入。
- 9月30日 - 森キミが活動休止。
- 10月16日 - 林檎野あんが肺炎による活動継続困難のため脱退、事務所退所[2]。

### 2025年
- 7月7日 - 初音源となるCDシングル（限定盤・8cmCDジャケット）を4枚同時リリース。

## メンバー
メンバー発表前の告知動画などではダダダムズのメンバーである夢野くる、林檎野あん、森キミの加入が匂わせられていた。
メンバー発表会でのサプライズとしてSAKA-SAMAの芳賀えりこ、ダダダムズ活動休止中であった小野寺詩依および、TRASH-UP!! RECORDSの研修生である福永しおりの加入が発表された。
| 名前                               | 生年月日              | 出身地                  | 備考                                                                              |
| ---------------------------------- | --------------------- | ----------------------- | --------------------------------------------------------------------------------- |
| 芳賀 えりこ (はが えりこ)          | 2002年2月10日（23歳） |                         | SAKA-SAMAのメンバー                                                               |
| 小野寺 詩依 (おのでら しい)        | 2001年6月3日（24歳）  | 山口県                  | リーダー 元innes、元ダダダムズのshi ミスiD2022ファイナリスト                      |
| 夢野 くる (ゆめの くる)            | 2002年9月1日（22歳）  | 千葉県                  | SAKA-SAMAのメンバー 元innes、元ダダダムズのkuru ミスiD2022君の日々がカルチャー賞  |
| 森 キミ (もり きみ)                | 2002年4月22日（23歳） | 埼玉県生まれ 千葉県育ち | 元ダダダムズ 学業との両立困難のため2024年9月30日をもって活動休止                  |
| 福永 しおり (ふくなが しおり)      | 8月8日                | 群馬県                  | 副リーダー TRASH-UP!! RECORDS研修生→2024年7月よりSAKA-SAMA加入 愛称は「しおてぃ」 |
| 岸辺 みぎり (きしべ みぎり)        | 2000年6月30日（24歳） | 宮城県                  | TRASH-UP!! RECORDS研修生→2024年7月よりSAKA-SAMA加入                               |
| 天乃川 うらら (あまのがわ うらら） | 2005年3月18日（20歳） | 東京都                  | 2024年9月2日加入 2024年11月よりダダダムズにuraraとして加入                        |

### 旧メンバー
| 名前                        | 生年月日              | 出身地 | 備考                                                                       |
| --------------------------- | --------------------- | ------ | -------------------------------------------------------------------------- |
| 林檎野 あん (りんごの あん) | 2004年6月10日（21歳） | 兵庫県 | ダダダムズのan 惑星通信社での活動時は眼鏡をかけている。 2024年10月16日脱退 |

## 作品

### シングル
| # | 作品名                                 | 発売日       | 品番    | 備考                  |
| - | -------------------------------------- | ------------ | ------- | --------------------- |
| 1 | サイケそのあとに／すんごいあいのうた   | 2025年7月7日 | TUR-060 | 限定盤8cmCDジャケット |
| 2 | 幽霊船／秘密の扉                       | 2025年7月7日 | TUR-061 | 限定盤8cmCDジャケット |
| 3 | イネスワンダー／わくつー・ざ・すかっど | 2025年7月7日 | TUR-062 | 限定盤8cmCDジャケット |
| 4 | てのひら／Feedback Friday              | 2025年7月7日 | TUR-063 | 限定盤8cmCDジャケット |